# Pentaboraan
Pentaboraan, ook aangeduid met pentaboraan(9), is een boraan met de molecuulformule B5H9. Deze kleurloze vloeistof werd in de jaren 1950 door de legers van de Verenigde Staten en de Sovjet-Unie beschouwd als een veelbelovende raketbrandstof. Omdat boorverbindingen branden met een groene vlam, was de bijnaam voor deze verbinding in de V.S. Green Dragon.
Pentaboraan wordt over het algemeen gesynthetiseerd door pyrolyse van kleinere boorhydride-clusters. Zo geeft de verhitting van B2H6 pentaboraan, waarbij H2 vrijkomt.
Tegenwoordig is de belangrijkste toepassing van pentaboraan het gebruiken als grondstof voor andere boorhydride-clusters. Net als andere boranen is pentaboraan giftig.